# Charles Brandon (1. książę Suffolk)
Charles Brandon (ur. 1484, zm. 22 sierpnia 1545) – angielski arystokrata.
Urodził się jako syn Williama Brandona i Elżbiety Wingfield (Bruyn). Był przyjacielem króla Henryka VIII.

## Kariera
Dorastał na dworze Henryka VII Tudora. W roku 1513 został masztalerzem dworu (Master of the Horse). W latach 1514–1515 i powtórnie w 1529 był ambasadorem Królestwa Anglii we Francji. Przygotowywał uroczystości związane z mariażem księżniczki angielskiej Marii Tudor z królem Francji Ludwikiem XII w 1514 roku.

## Życie prywatne
W 1506 r. poślubił Małgorzatę Mortimer (Neville). Małżeństwo to od samego początku było nieudane, dlatego też anulowano je rok później. Nie mieli dzieci. W 1508 ożenił się z Anną Browne, córką Eleonory Oughtread i sir Antoniego Browne'a. Z tego związku narodziły się dwie córki:
- Anna Brandon (1509–1557)
- Maria Brandon (1510–1542)

Jego żona zmarła w 1511 r. Dwa lata później poznał i pokochał siostrę swego najlepszego przyjaciela, Marię Tudor. Ta jednak została przeznaczona na żonę króla Francji, Ludwika XII, Karol zaś podpisał kontrakt przedmałżeński z Elżbietą Grey (1505–1519), a dokładniej z jej rodzicami, ponieważ przyszła panna młoda miała zaledwie osiem lat. Miało to miejsce 15 maja 1513 r. Kontrakt anulowano, zaś Maria po trzech miesiącach została wdową. Jej brat – Henryk VIII – planował ślub siostry z kolejnym królem Francji, Franciszkiem I. Charles Brandon i Maria pobrali się więc wbrew woli Henryka w domu wdów. To rozwścieczyło władcę, lecz ze względu na przyjaźń z Brandonem i miłość do siostry zezwolił im na legalny ślub, który miał miejsce 13 maja 1515 r. w Greenwich. Z tego związku przyszło na świat czworo dzieci:
- Henryk Brandon (11 marca 1516 – 1522)
- Franciszka Brandon (16 lipca 1517 – 20 listopada 1559)
- Eleonora Brandon (1519 – 27 września 1547)
- Henryk Brandon (ok. 1523 – 1 marca 1534)

Franciszka Brandon wyszła za mąż za Henryka Greya, 3. markiza Dorset. Ze związku tego narodziła się ich córka Jane – królowa Anglii, zwana "dziewięciodniową królową".
Czwartą żoną Charlesa została Katarzyna Willoughby (1519–1580). Urodziło się im dwóch synów:
- Henry Brandon (18 września 1535 – 14 lipca 1551)
- Karol Brandon (1537 – 14 lipca 1551)